# 1922-23년 잉글랜드 FA컵
FA컵 1922-23(1922–23 FA Cup)은 1922년부터 1923년까지 열린 세계에서 가장 오래된 축구 대회인 FA컵의 48번째 시즌이다. 볼턴 원더러스가 런던 웸블리 스타디움에서 열린 결승전에서 웨스트 햄 유나이티드를 2:0으로 꺾고 우승을 차지했다.
각 라운드의 경기들은 처음 호명된 팀의 홈 경기장에서 토요일 중 정해진 날짜에 치르게 되었다. 만약 경기가 무승부로 끝난다면, 두 번째로 호명된 팀의 홈 경기장에서 경기를 치른 주 내에 재경기를 치르게 된다. 재경기도 무승부로 끝난다면 두 번째 재경기를 중립 구장에서 승자가 결정될 때까지 치르게 된다. 재경기에서 90분 후에도 동점일 경우에는 30분의 추가 시간이 주어진다.

## 일정표
이 시즌 FA컵의 일정은 2개의 하위 라운드, 6개의 예선 라운드, 4개의 본선 라운드, 그리고 준결승전과 결승전으로 이루어져있다.
| 라운드        | 날짜 (토요일)    |
| ------------- | ---------------- |
| 최하위 라운드 | 1922년 9월 9일   |
| 하위 라운드   | 1922년 9월 23일  |
| 예선 1라운드  | 1922년 10월 7일  |
| 예선 2라운드  | 1922년 10월 21일 |
| 예선 3라운드  | 1922년 11월 4일  |
| 예선 4라운드  | 1922년 11월 18일 |
| 예선 5라운드  | 1922년 12월 2일  |
| 예선 6라운드  | 1922년 12월 16일 |
| 본선 1라운드  | 1923년 1월 13일  |
| 본선 2라운드  | 1923년 2월 3일   |
| 본선 3라운드  | 1923년 2월 24일  |
| 본선 4라운드  | 1923년 3월 10일  |
| 준결승전      | 1923년 3월 24일  |
| 결승전        | 1923년 4월 28일  |

## 본선 1라운드
풋볼 리그 1부 리그와 풋볼 리그 2부 리그의 44개 팀중 41개의 팀이 예선 라운드까지 뚫고 올라온 12개의 하위 리그 팀들과 격돌하게 되었다. 2부 리그에 속해있는 포트 베일, 스탁포트 카운티, 코번트리 시티는 예선 5라운드에서 풋볼 리그 3부 북부 리그와 풋볼 리그 3부 남부 리그에 속한 팀들과 경기를 가졌는데, 모두 첫 경기에서 패해 본선 라운드 진출이 무산되었다. 아마추어 팀인 코린시안은 자동으로 본선 1라운드에 진출했다. 본선 1라운드가 64개의 팀, 즉 64강전으로 치러지기 때문에 팀 수를 맞추기 위해 9개의 3부 남부 리그 팀과 단 한 개의 3부 북부 리그 팀이 본선 1라운드에 진출할 수 있었다. 아래는 3부 리그에서 올라온 팀 목록이다.
- 왓퍼드
- 브라이턴 앤 호브 앨비언
- 루턴 타운
- 스윈던 타운
- 퀸즈 파크 레인저스
- 밀월
- 플리머스 아가일
- 브리스틀 시티
- 포츠머스
- 브래드퍼드 파크 에비뉴

32개 경기가 토요일인 1923년 1월 13일에 치러졌다. 12경기는 무승부로 끝나 그 주안에 재경기를 치렀고, 3번의 재재경기와 1번의 재재재경기까지 나왔다.
| 경기 번호 | 홈 팀                   | 점수 | 원정 팀                 | 날짜            |
| --------- | ----------------------- | ---- | ----------------------- | --------------- |
| 1         | 브리스틀 시티           | 5–1  | 렉스넘                  | 1923년 1월 13일 |
| 2         | 베리                    | 2–1  | 루턴 타운               | 1923년 1월 13일 |
| 3         | 리버풀                  | 0–0  | 아스널                  | 1923년 1월 13일 |
| 재경기    | 아스널                  | 1–4  | 리버풀                  | 1923년 1월 17일 |
| 4         | 사우스 쉴즈             | 3–1  | 할리퍽스 타운           | 1923년 1월 13일 |
| 5         | 레스터 시티             | 4–0  | 풀럼                    | 1923년 1월 13일 |
| 6         | 노팅엄 포리스트         | 0–0  | 셰필드 유나이티드       | 1923년 1월 13일 |
| 재경기    | 셰필드 유나이티드       | 0–0  | 노팅엄 포리스트         | 1923년 1월 17일 |
| 재경기    | 노팅엄 포리스트         | 1–1  | 셰필드 유나이티드       | 1923년 1월 22일 |
| 재경기    | 셰필드 유나이티드       | 1–0  | 노팅엄 포리스트         | 1923년 1월 23일 |
| 7         | 애스턴 빌라             | 0–1  | 블랙번 로버스           | 1923년 1월 13일 |
| 8         | 셰필드 웬즈데이         | 3–0  | 뉴 브리튼               | 1923년 1월 13일 |
| 9         | 웨스트 브로미치 앨비언  | 0–0  | 스테일리브리지 셀틱     | 1923년 1월 13일 |
| 재경기    | 스테일리브리지 셀틱     | 0–2  | 웨스트 브로미치 앨비언  | 1923년 1월 17일 |
| 10        | 선덜랜드                | 3–1  | 번리                    | 1923년 1월 13일 |
| 11        | 더비 카운티             | 2–0  | 블랙풀                  | 1923년 1월 13일 |
| 12        | 에버턴                  | 1–1  | 브래드퍼드 파크 에비뉴  | 1923년 1월 13일 |
| 재경기    | 브래드퍼드 파크 에비뉴  | 1–0  | 에버턴                  | 1923년 1월 17일 |
| 13        | 스윈던 타운             | 0–0  | 반즐리                  | 1923년 1월 13일 |
| 재경기    | 반즐리                  | 2–0  | 스윈던 타운             | 1923년 1월 18일 |
| 14        | 뉴캐슬 유나이티드       | 0–0  | 사우샘프턴              | 1923년 1월 13일 |
| 재경기    | 사우샘프턴              | 3–1  | 뉴캐슬 유나이티드       | 1923년 1월 17일 |
| 15        | 토트넘 홋스퍼           | 0–0  | 워크솝 타운             | 1923년 1월 13일 |
| 재경기    | 토트넘 홋스퍼           | 9–0  | 워크솝 타운             | 1923년 1월 15일 |
| 16        | 맨체스터 시티           | 1–2  | 찰턴 애슬레틱           | 1923년 1월 13일 |
| 17        | 퀸즈 파크 레인저스      | 1–0  | 크리스털 팰리스         | 1923년 1월 13일 |
| 18        | 포츠머스                | 0–0  | 리즈 유나이티드         | 1923년 1월 13일 |
| 재경기    | 리즈 유나이티드         | 3–1  | 포츠머스                | 1923년 1월 17일 |
| 19        | 브라이턴 앤 호브 앨비언 | 1–1  | 코린시안                | 1923년 1월 13일 |
| 재경기    | 코린시안                | 1–1  | 브라이턴 앤 호브 앨비언 | 1923년 1월 17일 |
| 재경기    | 브라이턴 앤 호브 앨비언 | 1–0  | 코린시안                | 1923년 1월 22일 |
| 20        | 노리치 시티             | 0–2  | 볼턴 원더러스           | 1923년 1월 13일 |
| 21        | 플리머스 아가일         | 0–0  | 노츠 카운티             | 1923년 1월 13일 |
| 재경기    | 노츠 카운티             | 0–1  | 플리머스 아가일         | 1923년 1월 17일 |
| 22        | 브래드퍼드 시티         | 1–1  | 맨체스터 유나이티드     | 1923년 1월 13일 |
| 재경기    | 맨체스터 유나이티드     | 2–0  | 브래드퍼드 시티         | 1923년 1월 17일 |
| 23        | 헐 시티                 | 2–3  | 웨스트 햄 유나이티드    | 1923년 1월 13일 |
| 24        | 레이턴 오리엔트         | 0–2  | 밀월                    | 1923년 1월 13일 |
| 25        | 올덤 애슬레틱           | 0–1  | 미들즈브러              | 1923년 1월 13일 |
| 26        | 첼시                    | 1–0  | 로더럼 카운티           | 1923년 1월 13일 |
| 27        | 허더즈필드 타운         | 2–1  | 버밍엄 시티             | 1923년 1월 13일 |
| 28        | 블라이어 스파르탄스     | 0–3  | 스토크 시티             | 1923년 1월 13일 |
| 29        | 카디프 시티             | 1–1  | 왓퍼드                  | 1923년 1월 13일 |
| 재경기    | 왓퍼드                  | 2–2  | 카디프 시티             | 1923년 1월 17일 |
| 재경기    | 카디프 시티             | 2–1  | 왓퍼드                  | 1923년 1월 22일 |
| 30        | 머서 타운               | 0–1  | 울버햄프턴 원더러스     | 1923년 1월 13일 |
| 31        | 애버데어 애슬레틱       | 1–3  | 프레스턴 노스 엔드      | 1923년 1월 13일 |
| 32        | 위건 버러               | 4–1  | 배스 시티               | 1923년 1월 13일 |

## 본선 2라운드
32강전에서는 16개 경기가 토요일인 1923년 2월 3일에 펼쳐졌다. 5개의 무승부 시합이 나와 그 주안에 재경기를 치렀다.
| 경기 번호 | 홈 팀                   | 점수 | 원정 팀                 | 날짜           |
| --------- | ----------------------- | ---- | ----------------------- | -------------- |
| 1         | 브리스틀 시티           | 0–3  | 더비 카운티             | 1923년 2월 3일 |
| 2         | 베리                    | 3–1  | 스토크 시티             | 1923년 2월 3일 |
| 3         | 사우스 쉴즈             | 0–0  | 블랙번 로버스           | 1923년 2월 3일 |
| 재경기    | 블랙번 로버스           | 0–1  | 사우스 쉴즈             | 1923년 2월 7일 |
| 4         | 레스터 시티             | 0–1  | 카디프 시티             | 1923년 2월 3일 |
| 5         | 셰필드 웬즈데이         | 2–1  | 반즐리                  | 1923년 2월 3일 |
| 6         | 볼턴 원더러스           | 3–1  | 리즈 유나이티드         | 1923년 2월 3일 |
| 7         | 울버햄프턴 원더러스     | 0–2  | 리버풀                  | 1923년 2월 3일 |
| 8         | 미들즈브러              | 1–1  | 셰필드 유나이티드       | 1923년 2월 3일 |
| 재경기    | 셰필드 유나이티드       | 3–0  | 미들즈브러              | 1923년 2월 8일 |
| 9         | 웨스트 브로미치 앨비언  | 2–1  | 선덜랜드                | 1923년 2월 3일 |
| 10        | 토트넘 홋스퍼           | 4–0  | 맨체스터 유나이티드     | 1923년 2월 3일 |
| 11        | 브라이턴 앤 호브 앨비언 | 1–1  | 웨스트 햄 유나이티드    | 1923년 2월 3일 |
| 재경기    | 웨스트 햄 유나이티드    | 1–0  | 브라이턴 앤 호브 앨비언 | 1923년 2월 7일 |
| 12        | 플리머스 아가일         | 4–1  | 브래드퍼드 파크 에비뉴  | 1923년 2월 3일 |
| 13        | 밀월                    | 0–0  | 허더즈필드 타운         | 1923년 2월 3일 |
| 재경기    | 허더즈필드 타운         | 3–0  | 밀월                    | 1923년 2월 7일 |
| 14        | 첼시                    | 0–0  | 사우샘프턴              | 1923년 2월 3일 |
| 재경기    | 사우샘프턴              | 1–0  | 첼시                    | 1923년 2월 7일 |
| 15        | 찰턴 애슬레틱           | 2–0  | 프레스턴 노스 엔드      | 1923년 2월 3일 |
| 16        | 위건 버러               | 2–4  | 퀸즈 파크 레인저스      | 1923년 2월 3일 |

## 본선 3라운드
16강전에선 8경기가 1923년 2월 24일 토요일에 배정되었다. 역시 2경기가 무승부로 끝나 그 주에 재경기를 치러 승자를 가려냈다.
| 경기 번호 | 홈 팀                | 점수 | 원정 팀                | 날짜            |
| --------- | -------------------- | ---- | ---------------------- | --------------- |
| 1         | 베리                 | 0–0  | 사우샘프턴             | 1923년 2월 24일 |
| 재경기    | 사우샘프턴           | 1–0  | 베리                   | 1923년 2월 28일 |
| 2         | 리버풀               | 1–2  | 셰필드 유나이티드      | 1923년 2월 24일 |
| 3         | 더비 카운티          | 1–0  | 셰필드 웬즈데이        | 1923년 2월 24일 |
| 4         | 퀸즈 파크 레인저스   | 3–0  | 사우스 쉴즈            | 1923년 2월 24일 |
| 5         | 웨스트 햄 유나이티드 | 2–0  | 플리머스 아가일        | 1923년 2월 24일 |
| 6         | 허더즈필드 타운      | 1–1  | 볼턴 원더러스          | 1923년 2월 24일 |
| 재경기    | 볼턴 원더러스        | 1–0  | 허더즈필드 타운        | 1923년 2월 28일 |
| 7         | 카디프 시티          | 2–3  | 토트넘 홋스퍼          | 1923년 2월 24일 |
| 8         | 찰턴 애슬레틱        | 1–0  | 웨스트 브로미치 앨비언 | 1923년 2월 24일 |

## 본선 4라운드
준준결승전(8강전)이자 4라운드에서는 4개 경기장에서 1923년 3월 10일 토요일에 경기가 벌어졌다. 사우샘스턴과 웨스트 햄 유나이티드의 경기에서 무승부가 나와 재경기를 그 주에 치렀으나 다시 동점으로 끝나 재재경기를 펼쳐 결국 웨스트 햄이 승리했다.
| 경기 번호 | 홈 팀                | 점수 | 원정 팀              | 날짜            |
| --------- | -------------------- | ---- | -------------------- | --------------- |
| 1         | 사우샘프턴           | 1–1  | 웨스트 햄 유나이티드 | 1923년 3월 10일 |
| 재경기    | 웨스트 햄 유나이티드 | 1–1  | 사우샘프턴           | 1923년 3월 14일 |
| 재경기    | 웨스트 햄 유나이티드 | 1–0  | 사우샘프턴           | 1923년 3월 19일 |
| 2         | 토트넘 홋스퍼        | 0–1  | 더비 카운티          | 1923년 3월 10일 |
| 3         | 퀸즈 파크 레인저스   | 0–1  | 셰필드 유나이티드    | 1923년 3월 10일 |
| 4         | 찰턴 애슬레틱        | 0–1  | 볼턴 원더러스        | 1923년 3월 10일 |

## 준결승전
준결승 경기는 토요일인 1923년 3월 24일에 열렸다. 준결승에서 승리한 볼턴 원더러스와 웨스트 햄 유나이티드가 웸블리에서 치러지는 결승에 올랐다..
| 볼턴 원더러스 | 1–0 | 셰필드 유나이티드 |
| ------------- | --- | ----------------- |
|               |     |                   |

| 웨스트 햄 유나이티드 | 5–2 | 더비 카운티 |
| -------------------- | --- | ----------- |
|                      |     |             |

## 결승전
FA컵의 마지막 경기인 결승전은 1923년 4월 28일에 런던의 구 웸블리 스타디움에서 치러졌다. 이 새로 건축된 경기장에서의 첫 축구 경기였던 결승전에서 국왕 조지 5세가 승리팀에게 우승트로피를 수여하기 위해 관중석에 자리했다. 볼턴 원더러스가 데이비드 잭과 잭 스미스의 골에 힘입어 2:0으로 승리해 FA컵 우승을 차지했다.

### 경기 정보
| 볼턴 원더러스                  | 2–0      | 웨스트 햄 유나이티드 |
| ------------------------------ | -------- | -------------------- |
| 데이비드 잭 2′ · 잭 스미스 53′ | (리포트) |                      |

| 볼턴 원더러스 | 웨스트 햄 유나이티드 |